# Place-des-Arts (stanice metra v Montréalu)

Linky metra v Montrealu

Place-des-Arts je jedna z 27 stanic zelené linky montrealského metra (Angrignon – Honoré-Beaugrand), jejíž celková délka je 22,1 km. Ve směru z jihu na sever je tato stanice v pořadí třináctá, v opačném směru patnáctá. Stanice se nachází v hloubce 11,6 m. Její vzdálenost od předchozí stanice McGill činí 345,69 metrů, od následující Saint-Laurent je vzdálena 354,38 metrů.

## Historie
Stanice Place-des-Arts byla otevřena 14. října 1966. Projektovali ji David, Boulva
a Clève.
Z hlediska historie stavby linky se tato stanice nachází v nejstarší části linky, která zahrnuje celkem 10 stanic (od stanice Atwater až po Frontenac), nachází se zhruba uprostřed zelené linky a byla zprovozněna v roce 1966.
Druhý nejstarší úsek je severní část, o kterou se zelená linka rozšířila v roce 1976. Jde o celkem 9 stanic mezi Préfontaine a Honoré-Beaugrand.
Stanice v jižním úseku Angrignon až Lionel-Groulx tvoří služebně nejmladší část zelené linky montrealského metra, která byla otevřena v roce 1978.